# Mil (hoekmaat)
De mil (van "Artillerie-Promille") is een van de radiaal afgeleide hoekmaat gelijk aan 1/1000 radiaal. De eenheid wordt vooral in het leger gebruikt. Een cirkel van 360° meet 2π radialen, dus 2000 π mil, ongeveer
6280 mil. Gebruikelijke benaderingen van een mil zijn 1/6300 en 1/6400 van een volledige cirkel. De waarde 1/6300 is iets nauwkeuriger, maar 1/6400 is eenvoudiger om mee te rekenen. De legers van NAVO-landen gebruiken de indeling in 6400 mils.
De mil wordt bijvoorbeeld gebruikt om schietrichtingen (azimut) aan artillerie-eenheden door te geven. Als bij inschieten blijkt dat bijvoorbeeld een schot 5 meter rechts van een doel op 1000 meter terechtkomt kan het azimut eenvoudig met 5 mil naar beneden bijgesteld worden. Met andere woorden: 1 mil op een afstand van 1000m = 1m.
Kompassen bestemd voor militair gebruik hebben vaak een indeling in mils.
| windstreek | graden | mil (1/6400) |
| ---------- | ------ | ------------ |
| Noord      | 0°     | 0            |
| Oost       | 90°    | 1600         |
| Zuid       | 180°   | 3200         |
| West       | 270°   | 4800         |